# Comuna de Tuplice
Tuplice (polaco: Gmina Tuplice) é uma gminy (comuna) na Polónia, na voivodia da Lubúsquia e no condado de Żarski. A sede do condado é a cidade de Tuplice.
De acordo com os censos de 2004, a comuna tem 3308 habitantes, com uma densidade 50,2 hab/km².

## Área
Estende-se por uma área de 65,89 km², incluindo:
- área agrícola: 34%
- área florestal: 54%

## Demografia
Dados de 30 de Junho 2004:
|                      | Total   | Total | Mulheres | Mulheres | Homens  | Homens |
| -------------------- | ------- | ----- | -------- | -------- | ------- | ------ |
|                      | pessoas | %     | pessoas  | %        | pessoas | %      |
| População            | 3308    | 100   | 1662     | 50,2     | 1646    | 49,8   |
| Densidade (pop./km²) | 50,2    | 100   | 25,2     | 25,2     | 25      | 25     |

De acordo com dados de 2002, o rendimento médio per capita ascendia a 1328,72 zł.

## Subdivisões
- Chełmica, Chlebice, Cielmów, Czerna, Drzeniów, Grabów, Gręzawa, Jagłowice, Łazy, Matuszowice, Nowa Rola, Świbinki, Tuplice.

## Comunas vizinhas
- Brody, Jasień, Lipinki Łużyckie, Lubsko, Trzebiel